# Laguna Capina
La laguna Capina es una laguna boliviana de agua salada ubicada en la Provincia de Nor Lípez del departamento de Potosí al suroeste del país. Tiene una superficie de 23,8 km² y está aproximadamente a 327 km al suroeste de la ciudad de Potosí. La laguna Capina es famosa por sus poderosos terremotos, que ocurren en promedio cada 50 años a una magnitud de entre 6-7 en la escala de Richter. La laguna también es conocida por su gran número de flamencos de puna y la extracción de bórax (tetraborato de sodio) en minas circundantes.
La temperatura alrededor de la laguna varía poco durante el año, especialmente durante el día. Enero es el mes más caluroso, con una temperatura promedio de 16 °C al mediodía, mientras que junio es el mes más frío con una temperatura promedio de -10 °C durante la noche.